# Norbanus cerasiops
Norbanus cerasiops är en stekelart som först beskrevs av Masi 1922.  Norbanus cerasiops ingår i släktet Norbanus och familjen puppglanssteklar. Inga underarter finns listade i Catalogue of Life.